# Schloss Ekenäs

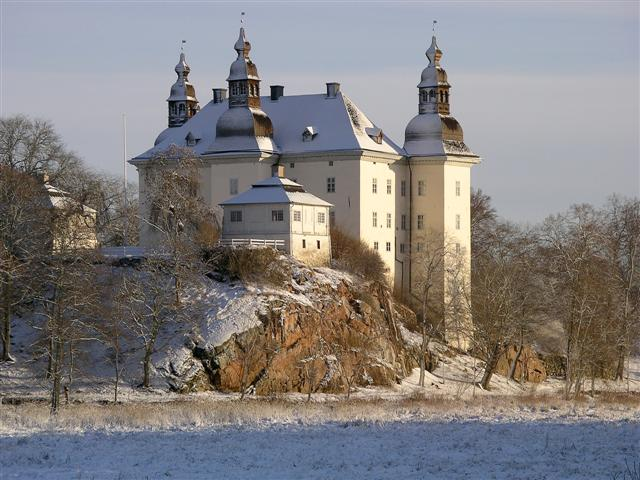
Schloss Ekenäs

Das Schloss Ekenäs liegt in der schwedischen Gemeinde Linköping, die zur historischen Provinz Östergötland gehört. Es wurde auf einem Felsen, der am nördlichen Ende des Sees Teden liegt, errichtet.

## Geschichte
Im Spätmittelalter gehörte die Gegend um Ekenäs dem Geschlecht Dag och Natt (Tag und Nacht), dem jüngeren Geschlecht Sture. Zu Beginn des 16. Jahrhunderts ist ein Johan Ulf af Horsnäs in den Büchern als Besitzer zu finden. Sein Bruder, Gudmund Pedersson, erbte das Schloss. Er war über die Heirat mit Märta Christerdotter mit dem Geschlecht Banér verwandt. Der nächste Besitzer von Ekenäs war Axel Nilsson Banér im Jahr 1541, der dem gleichen Geschlecht entstammte.
Im Jahr 1562 befand es sich im Besitz des Geschlechtes Sture. Graf Svante Sture der Jüngere, der 1567 von Erik XIV. in Uppsala getötet wurde, baute an der Stelle das erste Landhaus, dessen Grundmauern teilweise noch im Keller des heutigen Schlosses erhalten sind. In der späteren Hälfte des 16. Jahrhunderts begann der burgartige Aufbau unter Gustaf Banér (1547–1600).
Zwischen 1630 und 1640 erhielt das Schloss durch den Reichsrat Peder Banér (1588–1644) seine heutige Form im Renaissancestil. Nach dessen Tod im Jahr 1644 führte sein Sohn Claes Banér die Arbeiten fort. Das Schloss blieb im Besitz der Familie Banér bis 1683. Karl XI. führte zu jener Zeit die sogenannte Reduktion durch, im Zuge derer viele Besitztümer des Adels an die Krone zurückgegeben werden mussten. Gustaf Banér übergab das Schloss Isak Breant zur Begleichung einer Forderung. Dessen Sohn, mittlerweile Teil des schwedischen Adels unter dem Namen de Briant, verkauft das Schloss im Jahr 1687 an den Grafen Mauritz Vellingk (1651–1727), in dessen Besitz es bis zu seinem Tod im Jahr 1727 blieb. Seine Tochter Ulrika Christina hatte den Generalleutnant Freiherr Johan Mauritz Banér geheiratet, wodurch das Schloss wieder in den Besitz der Familie Banér ging. Johan Banér starb 1817 und vererbte es Svante Banér.
Es verblieb im Besitz dieser Familie bis ins Jahr 1879, als Freiherr Johan Gustaf Eskil Banér es an den Grafen Filip Otto Leonard Klingspor (* 1845) verkaufte. Er bewohnte das Schloss mit seiner Frau Ida Maria (geb. Sjögreen), die er 1871 geheiratet hatte, über 20 Jahre lang.
Bis 1934 war das Schloss bewohnt. Die letzte Bewohnerin, Matilde Klingspor (1882–1965), nutzte zuletzt nur noch zwei Räume. Bei dem Auszug wurde das Schloss komplett geräumt. Lediglich eine Bildergalerie von Porträts schwedischer Könige von Gustav Wasa bis zum ersten König des Hauses Bernadotte, Karl XIV. Johann, kehrte später als Leihgabe im Original zurück.
1939 ging das Schloss an Anders Bergengren über. Der heutige Besitzer ist Wilhelm Bergengren.
Nach mehreren Jahrzehnten des Verfalls ist das Schloss heute wieder eingerichtet und zeigt nachgestellte Möblierungen aus den Jahrhunderten, in denen das Gebäude bewohnt war.
Heute ist das Gebäude Schauplatz für geführte Besichtigungen und Spukwanderungen. Zum Beispiel wird berichtet, dass im Keller ein Knecht im so genannten „Nisse håla“ (Nisse-Loch) eingemauert wurde. Das Schloss ist seit 1974 Byggnadsminne und jedes Jahr wird hier ein Ritterfestspiel abgehalten.

## Architektur
Das Schloss erhebt sich mit weißen hohen Mauern und einem steilen Dach über dem See. Nach einer Senkung des Sees ist der Burggraben inzwischen trockengelegt. Über eine feste Brücke wird der Eingang erreicht, der sich bei einem der beiden Ecktürme befindet. An der Rückseite des Schlosses grenzt das Treppenhaus an, das wiederum von einem Turm gekrönt ist. Eine alte Sage berichtet, dass ein großes Unglück das Schloss heimsuchen wird, wenn die Mauern zu einem verborgenen Raum im seenahen Turm aufgebrochen werden. Dies ist nicht verwunderlich, da es sich um eine tragende Mauer handelt.